# HMS M30
HMS M30 був одним з моніторів типу M29 Королівського військово — морського флоту.

## Історія створення
У березні 1915 року HMS M32 та однотипні монітори були замовлені з Harland & Wolff, Белфаст. Спущений на воду 23 червня 1915 року, монітор була завершений у липні 1915 року.

## Історія служби
Після завершення HMS M30 було відправлено до Середземномор'я. Під час здійснення силами Антанти блокади Ізмірської затоки, у ніч на 14 травня 1916 року HMS M30 потрапив під обстріл австро-угорської гаубичної батареї № 36, яка підтримувала османські війська. Один снаряд калібру 150 міліметрів влучив у монітор, розбив один котел, пробив дно і спричинив пожежу палива. Охоплений вогнем M30 затонув на відстані приблизно 60 метрів від берега. Екіпаж корабля врятував інший монітор M22. Два члени екіпажу загинуло, ще двох поранило. Пізніше з M30 вдалося зняти гармати, які встановили на «Реглан» та «Еберкромбі», а корпус монітора підірвали.